# Peopleware
Peopleware (del inglés, people, gente y ware, mercancía) es un término utilizado para designar uno de los tres aspectos centrales de la tecnología de computadores, siendo los otros dos: hardware, software. Peopleware puede referirse a cualquier cosa que tenga que ver con el papel de las personas en el desarrollo o uso de software y sistemas hardware, incluyendo cuestiones como productividad de los desarrolladores, trabajo en equipo, dinámicas de grupo, la psicología de la programación, gestión de proyectos, factores de organización, diseños de interfaces de usuario e interacción hombre-máquina.

## Visión general
El concepto de peopleware en la comunidad software cubre una variedad de aspectos:
- Desarrollo de personas productivas
- Gestión de personal
- Cultura de la organización
- Aprendizaje organizado
- Desarrollo de equipos productivos, y
- Modelado de las competencias humanas

## Historia
El neologismo, usado por primera vez por Peter G. Neumann en 1977 e independientemente acuñado por Meilir Page-Jones in 1980, se popularizó en el libro de 1987, "Peopleware: Productive Projects and Teams" de Tom DeMarco y Timothy Lister.
El término "Peopleware" también se convirtió en el título y materia de una larga serie de artículos de Larry Constantine en la revista Software Development, luego compilada en formato de libro.

## Peopleware: Proyectos y equipos productivos
Podría decirse que la obra más conocida e influyente en esta materia es el clásico libro de DeMarco y Lister, Peopleware: Productive Projects and Teams. Escrito por los consultores de software Tom DeMarco y Timothy Lister, está centrado principalmente en la gestión de proyectos pero también señala algunos tópicos como los conflictos entre la perspectiva del trabajo individual y la ideología corporativa, equipo "Jelling" (equipo cuajado), relaciones de grupo, entropía empresarial, el discurrir del tiempo, vigilancia a tus empleados ("teamicide") y la teoría del entorno de trabajo (para la optimización).
El primer capítulo del libro expone que la mayoría de los problemas de nuestro trabajo no son tanto técnicos como sociológicos en su naturaleza. El libro enfoca los problemas sociológicos o 'políticos' tales como la tranquilidad en el ambiente de trabajo y el alto costo de la rotación del personal.
Los autores presentan la mayoría de los temas como principios apoyados en historias concretas y otras informaciones. Por ejemplo, el capítulo "Spaghetti Dinner" (cena de espaguetis) presenta una historia (ficticia, pero similar a reales) de un director invitando a cenar a un nuevo equipo y donde tienen ellos que comprar y preparar la comida como un equipo, con el fin de conseguir su primer éxito.
Otros capítulos usan historias de la vida real o cita diversos estudios para ilustrar los principios que se presentan.